# Tenori-on
De Tenori-on is een elektronisch muziekinstrument dat is ontworpen door de Japanse artiest Toshio Iwai, in samenwerking met Yamaha. Het is op de markt gebracht in 2007. Het instrument bestaat uit een magnesiumraam met een matrix van 16×16 led-toetsen, waarmee men zoals bij een sequencer muziek kan componeren. De Tenori-on kan ook op andere MIDI-instrumenten aangesloten worden.
Aan de andere kant van het scherm wordt de gespeelde muziek nogmaals gevisualiseerd door 16×16 leds voor eventueel aanwezig publiek of medemuzikanten.